# Lewis David von Schweinitz
Lewis (o Ludwig) David von Schweinitz ( 13 de febrero de 1780, Bethlehem (Pensilvania) - 8 de febrero de 1834, ibíd.) fue un religioso, botánico y micólogo estadounidense.
Era hijo del barón Hans Christian Alexander von Schweinitz y de Anna Dorothea Elizabeth de Watteville; ella era nieta del conde Nikolaus Ludwig von Zinzendorf (1700-1760), fundador de la Iglesia morava. Entre los 7 y 18 años, siguió los cursos de Samuel G. Kramsch en la Escuela morava de Nazareth (Pensilvania) donde comenzaría su interés por la Botánica. Sigue a sus padres a Alemania y entra al Seminario teológico moravo de Niesky (Silesia) en 1798; así prosigue los cursos de Teología y de Botánica de Johannes Baptista von Albertini (1769-1831) que le hace descubrir la Micología.
Luego de graduado en 1801, es docente y preceptor en diferentes colegios moravos de Alemania. De 1801 a 1807, enseña en la Academia morava de Niesky, de 1807 a 1808, en Gnadenberg, y de 1808 a 1812 en Gnadau.
Se va a EE. UU. en 1812; y se casa con Louisa Amelia le Doux, de origen francesa y con su familia residente en Stettin (hoy Szczecin), unión que tendrá cuatro hijos. Sería administrador de la Iglesia morava de Carolina del Norte de 1812 a 1821. De 1821 hasta su fallecimiento, dirige la Iglesia de Carolina del Norte y es pastor en Bethlehem.
Fue autor de alrededor de 1 400 especies de champiñones; y enriqueciendo considerablemente las colecciones de la "Academia de Ciencias Naturales de Filadelfia. Hace progresar los conocimientos de las plantas vasculares y realiza descripciones de flores locales. Su herbario sumamente rico con 23 000 especies de plantas vasculares (con numerosos tipos). Intercambió correrspondencia por especímenes con numerosos corresponsales (más de un centenar) y compra el herbario de William Baldwin (1779-1819).

## Algunas publicaciones
- j.b. de Albertini, l.d. de Schweinitz. 1805. Conspectus Fungorum in Lusatiæ superioris agro Nieskiensi crescentium e methodo Persooniana. Cum tabulis XII, æneis pictis, species nova XCIII sistendibus. Leipsic

- l.d. de Schweinitz. 1822. Synopsis Fungorum Carolinae Superioris. edita a D.(sic) F. Schwaegrichen. Soc. nat. cur. Lips. 4:20-132

- ______________ 1825. Description of a number of new American species of Sphaeriae. Jour. Acad. Nat. Sci. Phila. 5:3-17

- ______________ 1832. Synopsis Fungorum in America Boreali Media Digentium. Trans. Am. Phil. Soc. of Phil. N. S. 4:141-318

Sus tres obras sobre fungi contiene un total de 4.491 especies; de las cuales, 1.533 se describieron como nuevas y 10 nuevos géneros establecidos.

## Honores

### Epónimos
Género
- (Ericaceae) Schweinitzia Elliott[2]

Especies (17 + 4 + 2)
- (Asteraceae) Helianthus schweinitzii Torr. & A.Gray[3]

- (Asteraceae) Packera schweinitziana (Nutt.) W.A.Weber & Á.Löve[4]

- (Cyperaceae) Mariscus schweinitzii (Torrey) T.Koyama[5]

- (Polyporales) Phaeolus schweinitzii (Fr.) Pat.[6]

## Fuente
Keir B. Sterling , Richard P. Harmond, George A. Cevasco & Lorne F. Hammond (dir.) (1997). Biographical dictionary of American & Canadian naturalists & environmentalists. Greenwood Press (Westport) : xix + 937 pp.
- La abreviatura «Schwein.» se emplea para indicar a Lewis David von Schweinitz como autoridad en la descripción y clasificación científica de los vegetales.[7]